# Melissa Villaseñor
 Melissa Villaseñor (9 de octubre de 1987) es una actriz, comediante e imitadora estadounidense. Es miembro del reparto de Saturday Night Live, programa al que se unió en la cuadragésima segunda temporada en 2016. Sus otros créditos incluyen trabajo de voz en varios episodios de OK K.O.! Let's Be Heroes y Adventure Time. También participó como concursante en la sexta temporada de America's Got Talent. 

## Carrera
Villaseñor fue semifinalista en la temporada 6 de America's Got Talent. Anteriormente, fue seleccionada para la alineación de New Faces en 2010 Just for Laughs Montreal Comedy Festival. También ha realizado trabajos de voz para los programas animados Adventure Time, Family Guy y TripTank. Más recientemente, Villaseñor apareció en la temporada 2 de HBO Crashing.

### Saturday Night Live
Villaseñor fue presentado como actriz destacada en el episodio de SNL del 1 de octubre de 2016 junto a Mikey Day y Alex Moffat. Su debut fue una imitación de Sarah Silverman en el sketch "Family Feud: Celebrity Edition". Villaseñor es la primera miembro del elenco latina y la primera latina en ser ascendida al elenco principal. Fue promovida al elenco de cómicos del elenco en la temporada 44 .
Anteriormente audicionó para el programa en 2009, cuando tenía solo 21 años. Ella hizo algunas imitaciones pero no fue contratada ese año. En cambio, Nasim Pedrad y Jenny Slate fueron contratados.

## Vida personal

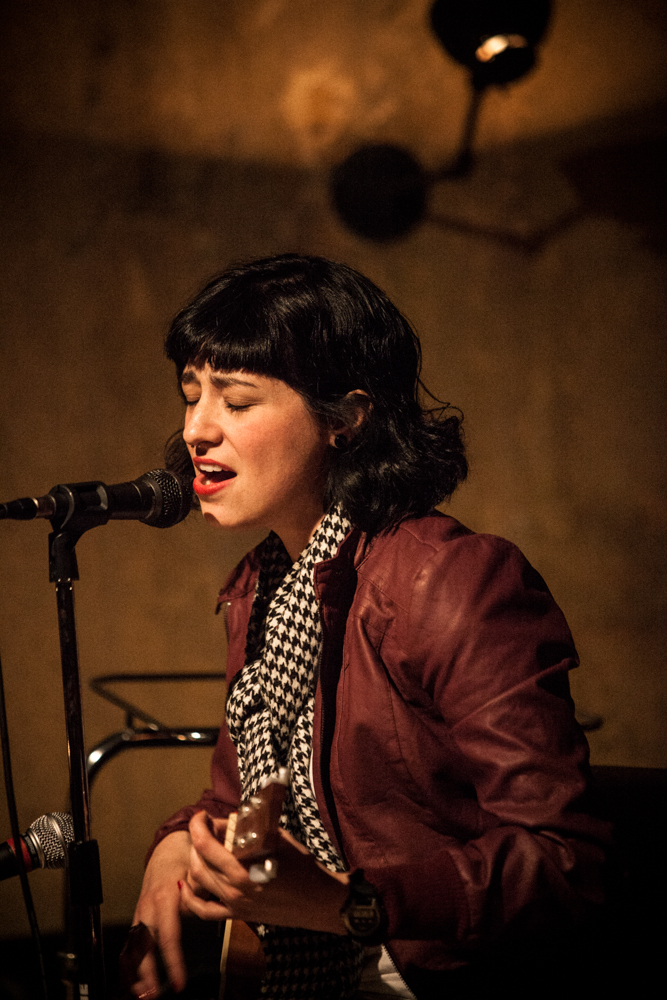
The Secret Show 27 de febrero de 2013 Blind Barber Culver City, CA Photo by Joel Mandelkorn www.cleftclips.com

Villaseñor creció en Whittier, California, y asistió a la Escuela Secundaria del Convento Ramona en Alhambra, California. Ella es de ascendencia mexicana. A los 15 años, Villaseñor comenzó a hacer monólogos cómicos en el Laugh Factory Comedy Camp en Hollywood, California.

### Controversia en Twitter
Después de que Villaseñor se convirtió en miembro del elenco de SNL en 2016, eliminó los tuits que había escrito anteriormente que algunos consideraban racistas. La mayoría de los tuits descubiertos por publicaciones en los medios se publicaron en 2010 y 2011. Villaseñor escribió tuits como: "Una mujer negra mandona enfadada se parece exactamente a Steve Erkel. Feo" y, "odio a esos mexicanos en bicicleta, tiraron algo a mi auto. El mundo no los necesita". SNL y Villaseñor declinaron hacer comentarios sobre el presunto racismo.

## Filmografía
| Año           | Título                                                                          | Papel                                                                                        | Notas                                             |
| ------------- | ------------------------------------------------------------------------------- | -------------------------------------------------------------------------------------------- | ------------------------------------------------- |
| 2010          | The 41-Year-Old Virgin Who Knocked Up Sarah Marshall and Felt Superbad About It | Sara                                                                                         |                                                   |
| 2011          | America's Got Talent                                                            | Ella misma / concursante                                                                     | Semifinalista                                     |
| 2012          | Family Guy                                                                      | Nora Ephron (voz)                                                                            | Episodio: " Tom Tucker: El hombre y su sueño "    |
| 2012-2016     | Adventure Time                                                                  | Varias / voces adicionales                                                                   | 11 episodios                                      |
| 2014-2016     | TripTank                                                                        | Varios (voz)                                                                                 | 4 episodios                                       |
| 2015          | Pickle and Peanut                                                               | Darla (voz)                                                                                  | Episodio: "Francine / Árbol del teléfono celular" |
| 2015          | Impress Me                                                                      | Sí misma                                                                                     | 2 episodios                                       |
| 2016          | Laid in America                                                                 | Ms. Hopkins                                                                                  |                                                   |
| 2016          | Mary + Jane                                                                     | Irlanda                                                                                      | Episodio: "420"                                   |
| 2016          | First Impressions                                                               | Ella misma / concursante                                                                     | Episodio: " Yvette Nicole Brown "                 |
| 2016-presente | Saturday Night Live                                                             | Ella misma / varios                                                                          | 63 episodios                                      |
| 2017          | Jeff & Some Aliens                                                              | Julie, Adele (voz)                                                                           | Episodio: "Jeff y algunas chicas preadolescentes" |
| 2017          | F Is for Family                                                                 | Voces adicionales                                                                            | 2 episodios                                       |
| 2017-2019     | OK K.O.! Let's Be Heroes                                                        | Papa, Punching Judy, Drupa, Gertie, Ginger, Mega Football Baby, Shy Ninja, Voces adicionales | 13 episodios                                      |
| 2017          | The David S. Pumpkins Animated Halloween Special                                | Voces adicionales                                                                            | Especial de TV                                    |
| 2018          | Crashing                                                                        | Sí misma                                                                                     | Episodio: "NACA"                                  |
| 2018          | Barry                                                                           | Camarera                                                                                     | Episodio: "Capítulo uno: Haz tu marca"            |
| 2018          | Ralph Breaks the Internet                                                       | Taffyta Muttonfudge (voz)                                                                    | Reemplaza Mindy Kaling                            |
| 2019          | Toy Story 4                                                                     | Karen Beverly (voz)                                                                          |                                                   |
| 2019          | Comedians in Cars Getting Coffee                                                | Sí misma                                                                                     | Episodio: "Melissa Villaseñor"                    |
| 2020          | Hubie Halloween                                                                 |                                                                                              | película de Netflix                               |